# بخش طسوج
بخش طسوج یکی از بخش‌های شهرستان کوار در استان فارس ایران است. شهر طسوج مرکز این بخش است.

## جمعیت
براساس سرشماری مرکز آمار ایران در سال ۱۳۹۵، جمعیت بخش طسوج ۲۳۱۵۹ نفر (۶۰۸۰ خانوار) بوده است.
از جمله مسئولین و چهره‌های سرشناس استان فارس می‌توان به منوچهر حاجی زاده با سابقه ای برجسته در حوزه آموزشی، اجرایی و قضایی در سطح استان فارس اشاره نمود.
سابقه اجرایی ایشان عضویت در شورای اسلامی شهر دهرم، بخشدار بخش دهرم شهرستان فراشبند، بخشدار بخش طسوج شهرستان کوار
سابقه آموزشی ایشان معلم در شهرهای دهرم و دژگاه و همچنین عضو ارشد هیئت رسیدگی به تخلفات اداری اداره کل آموزش و پرورش استان فارس و دانشگاه فرهنگیان استان فارس می‌باشد.
همچنین جناب آقای منوچهر حاجی زاده عضو کانون وکلای دادگستری فارس و کهگیلویه و بویراحمد و از وکلای برجسته و توانمند در سطح استان فارس و شهرستان‌های شیراز و فیروزآباد نیز می‌باشد.

## تقسیمات کشوری
بخش طسوج از دو دهستان تشکیل شده است:
- دهستان فتح‌آباد
- دهستان طسوج

شهرها: طسوج